# ロベルト・ディルブンディ
ロベルト・ディルブンディ（Robert Dill-Bundi、1958年11月18日 - 2024年9月16日）は、スイス・ヴァレー州出身の元自転車競技選手。

## 経歴
1975年の第1回及び1976年の第2回のジュニア世界選手権競技大会・個人追い抜き優勝者。1980年のモスクワオリンピック・個人追い抜きにおいて、フランスのアレン・ボンデューを決勝で下し金メダルを獲得。
1981年にプロに転向。ロードレースとトラックレースの兼用選手として活動。1982年のジロ・デ・イタリア第20ステージを勝利。また、1984年の世界選手権自転車競技大会・プロケイリンを制している。1988年に引退。
実子であるアレッサンドロ・ディルブンディも現在、自転車選手として活動中。
2024年9月16日、長い闘病の末に死去した。65歳没。